# جین-ریموند ابریل
جین-ریموند ابریل (به فرانسوی: Jean-Raymond Abrial) متولد ۱۹۳۸، یک دانشمند رایانه‌ی فرانسوی است که روش‌های صوری زد و بی را اختراع کرد.
ابریل پدر دو روش صوری مهندسی نرم‌افزار علامت‌گذاری زد (که معمولاً برای مشخصات صوری نرم‌افزارها استفاده می‌شود)، که در زمان فعالیتش در گروه تحقیقاتی برنامه‌نویسی آزمایشگاه رایانش دانشگاه آکسفورد (الان دپارتمان علوم رایانه دانشگاه آکسفورد) ایجاد کرد و روش بی (که معمولاً در توسعه نرم‌افزار استفاده می‌شود) می‌باشد.
وی نویسنده‌ی کتاب بی: تعیین برنامه برای مفهوم است. او بیشتر عمر کاری خود را به صورت مشاور مستقل و کار در خانه گذراند. به تازگی، ابریل استاد انستیتو تکنولوژی فدرال زوریخ سوئیس شده است.